# Jesus exorcizando um mudo

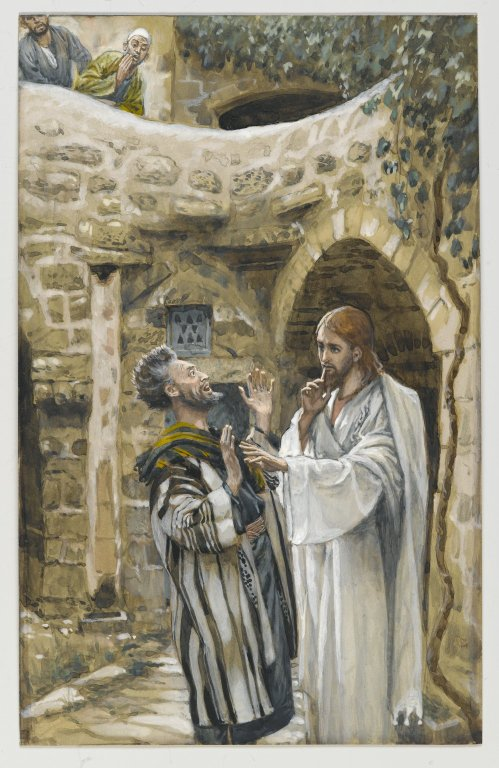
Jesus exorcizando um mudo
1886-94. Por James Tissot, atualmente no Brooklyn Museum, em Nova Iorque.

Jesus exorcizando um mudo é um dos milagres de Jesus, narrado apenas no Evangelho de Mateus (Mateus 9:32–34), imediatamente após a cura dos dois cegos.

## Narrativa bíblica
De acordo com o Evangelho de Mateus, logo que os dois cegos partiram após terem sido curados, um homem que estaria possuído por demônios e não podia falar foi trazido até Jesus, que expulsou o demônio e recuperou ao homem sua capacidade de falar. A multidão ficou espantada, afirmando que "Nunca tal se viu em Israel!". Porém, incrédulos, os fariseus acusaram Jesus de operar seus milagres pelo poder do príncipe dos demônios.